# Рифф (музыка)
Рифф (англ. riff, этимология неясна) — небольшая остинатная мелодическая фраза, выполняющая функцию рефрена музыкальной пьесы. Характерен для афроамериканской культовой музыки (госпела с его респонсорной структурой), блюза, джаза и некоторых разновидностей рок-музыки. Для риффа в блюзе и джазе типична перегармонизация (одна и та же мелодическая фраза при повторах по-разному гармонизуется). Изредка риффы используются в других родах и видах неакадемической музыки.

## Краткая характеристика
Остинато известно со времён Средних веков (модальная ритмика в полифонии Ars antiqua, колор и талья в изоритмических мотетах), часто встречается в инструментальной музыке эпохи Возрождения (см. пассамеццо, романеска, фолия, Руджеро и др.), барокко (например, в Пассакалии c-moll И. С. Баха, BWV 582), венских классиков (мотив из начала Пятой симфонии Л. ван Бетховена) и т. д. В XX веке рифф как специфически джазовое клише чаще всего функционирует как рефрен в коллективных формах музицирования (в ансамбле и оркестре) и восходит, как считается, не к академической технике композиции, а к респонсорному афроамериканскому госпелу.
В джазе c 1930-х гг. риффы используются многообразно, например, в виде переклички инструментальных групп (тема vs. рифф), в виде рефрена, периодически прерывающего импровизацию, непосредственно в теме или как облигатная фраза в аккомпанементе, с характерной перегармонизацией (одна и та же мелодическая фраза при повторах по-разному гармонизуется). Размер джазового риффа обычно не превышает 2 такта, реже встречаются 4-тактовые риффы.
Впервые широкое распространение риффы получили в джаз-бендах в так называемую эпоху свинга; пьесы с активным применением техники риффов (англ. riffing technique) обозначаются как riff tunes. Пример риффа с перегармонизацией в теме и в аккомпанемнте — «Opus one» Сая Оливера в аранжировке для джаз-бенда Томми Дорси. Пример облигатных риффов — блюз «One o’clock jump» в аранжировке Каунта Бейси: в конце композиции группы тромбонов, труб и саксофонов контрапунктом исполняют три разных риффа (в записи 1943 г. начиная с 2’22). Многочисленны примеры риффов в джаз-бендовых аранжировках Бенни Гудмена, Дюка Эллингтона, Гленна Миллера и мн. др.
Из джаза риффы перекочевали в некоторые формы рок-музыки, например, гитарные риффы (часто дублированные электроорганом) стали характерной чертой хард-рока в его реализации группой Deep Purple («Smoke on the Water», «Rat bat blue», «Sail away», «Lady double dealer», и мн. др.). Гитарные риффы практиковали и другие рок-группы, как например, в популярной песне «Kashmir» (группы Led Zeppelin), где «ориентальный» эффект создаётся сочетанием простого хроматического мотива (a-b-h-c1-d1) с органным пунктом на тонике (d).